# Oberliga Berlin (1945-63)

Los sectores ocupados por las fuerzas aliadas en Berlín.

La Oberliga Berlin fue la liga de fútbol más importante de Alemania desde su formación en 1945 hasta la creación de la Bundesliga en 1963.

## Historia
Fue creada en 1945 incorporando equipos de las cuatro zonas ocupadas por las fuerzas aliadas tras finalizar la Segunda Guerra Mundial, reemplazando a la desaparecida Gauliga.
Anteriormente los equipos de Berlín no podían tener nombres específicos como ahora, sino que tenían que tener el nombre de la región de Berlín de donde eran provenientes y la liga estaba dividida en tres zonas geográficas, y los equipos de la región ocupada por la Unión Soviética tenían nombres asociados al régimen comunista.
En 1963 la liga desapareció por la creación de la Bundesliga como la primera división del fútbol alemán tras 18 años de existencia, donde el campeón de la temporada 1962/63, el Hertha BSC fue admitido en la Bundesliga.

### Reforma a la Liga
En 1974 revivieron la liga como Oberliga Berlin (III) como una liga de tercera división en Alemania.

## Equipos Fundadores
Estos fueron los equipos que participaron en la temporada inaugural de la liga en la temporada 1945/46:
- Tennis Borussia Berlin, (SG Charlottenburg)
- BSV 1892 Berlin, (SG Wilmersdorf)
- Wacker 04 Berlin, (SG Reinickendorf-West)
- Alemannia 90 Berlin, (SG Prenzlauer Berg)
- SC Staaken, (SG Staaken)
- Blau-Weiß 90 Berlin, (SG Mariendorf)
- BFC Nordstern 07, (SG Osloer Straße)
- Köpenicker SC, (SG Köpenick)
- BFC Südring, (SG Südring)
- SV Lichtenberg, (SG Lichtenberg-Nord)
- SG Stadtmitte
- Viktoria 89 Berlin, (SG Tempelhof)

## Ediciones Anteriores
| Temporada | Campeón                  | Subcampeón               |
| --------- | ------------------------ | ------------------------ |
| 1945-46   | BSV 1892 Berlin          | Alemannia 90 Berlin      |
| 1946-47   | Tennis Borussia Berlin   | BSV 1892 Berlin          |
| 1947-48   | Union 06 Oberschöneweide | BSV 1892 Berlin          |
| 1948-49   | BSV 1892 Berlin          | Tennis Borussia Berlin   |
| 1949-50   | Tennis Borussia Berlin   | Union 06 Oberschöneweide |
| 1950-51   | Tennis Borussia Berlin   | Union 06 Berlin          |
| 1951-52   | Tennis Borussia Berlin   | Union 06 Berlin          |
| 1952-53   | Union 06 Berlin          | Spandauer SV             |
| 1953-54   | BSV 1892 Berlin          | Minerva 93 Berlin        |
| 1954-55   | Viktoria 89 Berlin       | Tennis Borussia Berlin   |
| 1955-56   | Viktoria 89 Berlin       | Minerva 93 Berlin        |
| 1956-57   | Hertha de Berlín         | Tennis Borussia Berlin   |
| 1957-58   | Tennis Borussia Berlin   | Viktoria 89 Berlin       |
| 1958-59   | SC Tasmania 1900 Berlin  | Spandauer SV             |
| 1959-60   | SC Tasmania 1900 Berlin  | Hertha de Berlín         |
| 1960-61   | Hertha de Berlín         | SC Tasmania 1900 Berlin  |
| 1961-62   | SC Tasmania 1900 Berlin  | Hertha de Berlín         |
| 1962-63   | Hertha de Berlín         | SC Tasmania 1900 Berlin  |

- El Union 06 Oberschöneweide, del este de Berlín, abandonó la liga unificada en 1950. Sus jugadores se mudaron al oeste de Berlín y crearon al Union 06 Berlin.

## Tabla Histórica

### Temporadas
| Club                    | 47 | 48 | 49 | 50 | 51 | 52 | 53 | 54 | 55 | 56 | 57 | 58 | 59 | 60 | 61 | 62 | 63 |
| ----------------------- | -- | -- | -- | -- | -- | -- | -- | -- | -- | -- | -- | -- | -- | -- | -- | -- | -- |
| Tennis Borussia Berlin  | 1  | 3  | 2  | 1  | 1  | 1  | 3  | 6  | 2  | 7  | 2  | 1  | 7  | 6  | 3  | 3  | 3  |
| BSV 1892 Berlin         | 2  | 2  | 1  | 3  | 4  | 8  | 5  | 1  | 3  | 3  | 8  | 4  | 8  | 4  | 8  | 5  | 8  |
| Spandauer SV            |    | 6  | 11 |    | 6  | 6  | 2  | 4  | 6  | 4  | 7  | 3  | 2  | 3  | 4  | 4  | 4  |
| Viktoria 89 Berlin      | 12 |    | 5  | 9  | 7  | 3  | 4  | 7  | 1  | 1  | 4  | 2  | 4  | 7  | 6  | 9  | 9  |
| Hertha de Berlín        |    |    |    | 10 | 3  | 4  | 13 |    | 7  | 10 | 1  | 6  | 3  | 2  | 1  | 2  | 1  |
| SC Tasmania 1900 Berlin |    |    |    | 7  | 8  | 12 |    |    |    | 9  | 6  | 5  | 1  | 1  | 2  | 1  | 2  |
| Wacker 04 Berlin        | 3  | 5  | 6  | 5  | 11 | 9  | 9  | 9  | 8  | 12 |    | 10 | 10 | 5  | 5  | 8  | 6  |
| Union 06 Berlin         |    |    |    |    | 2  | 2  | 1  | 3  | 5  | 6  | 3  | 9  | 9  | 11 |    | 10 |    |
| Alemannia 90 Berlin     | 4  | 4  | 4  | 4  | 5  | 5  | 7  | 5  | 9  | 11 |    | 12 |    |    |    |    |    |
| Blau-Weiß 90 Berlin     | 6  | 11 |    |    | 12 | 7  | 6  | 10 | 10 | 5  | 5  | 8  | 5  | 9  |    |    |    |
| BFC Südring             | 9  | 7  | 8  | 6  | 14 |    | 11 |    | 11 |    | 11 |    | 11 |    | 7  | 6  | 7  |
| Minerva 93 Berlin       |    |    | 9  |    | 9  | 11 | 8  | 2  | 4  | 2  | 10 | 11 |    |    |    |    |    |
| Hertha Zehlendorf       |    |    |    |    |    |    |    | 11 |    | 8  | 9  | 7  | 6  | 8  | 9  | 7  | 9  |
| BFC Nordstern 07        | 7  | 12 |    |    |    | 10 | 10 | 8  | 12 |    |    |    |    |    |    |    |    |
| Union Oberschöneweide * |    | 1  | 3  | 2  |    |    |    |    |    |    |    |    |    |    |    |    |    |
| VfB Pankow *            |    | 8  | 7  | 8  |    |    |    |    |    |    |    |    |    |    |    |    |    |
| Köpenicker SC *         | 8  | 9  | 10 |    |    |    |    |    |    |    |    |    |    |    |    |    |    |
| SC Staaken              | 5  | 10 |    |    |    |    |    |    |    |    |    |    |    |    |    |    |    |
| VfB Britz               |    |    |    | 11 | 13 |    |    |    |    |    |    |    |    |    |    |    |    |
| SV Lichtenberg 47 *     | 10 |    | 12 |    |    |    |    |    |    |    |    |    |    |    |    |    |    |
| SC Westend 01           |    |    |    |    | 10 | 13 |    |    |    |    |    |    |    |    |    |    |    |
| Kickers 1900 Berlin     |    |    |    |    |    |    |    | 12 |    |    |    |    |    |    | 10 |    |    |
| Rapide Wedding          |    |    |    |    |    |    |    |    |    |    | 12 |    | 12 |    |    |    |    |
| Norden-Nordwest Berlin  |    |    |    |    |    |    |    |    |    |    |    |    |    | 10 |    |    |    |
| SC Tegel                |    |    |    |    |    |    |    |    |    |    |    |    |    |    |    |    | 10 |
| SG Stadtmitte           | 11 |    |    |    |    |    |    |    |    |    |    |    |    |    |    |    |    |
| VfL Nord                |    |    |    | 12 |    | 14 |    |    |    |    |    |    |    |    |    |    |    |
| SSC Südwest             |    |    |    |    |    |    | 12 |    |    |    |    |    |    |    |    |    |    |

### Estadísticas
| Club                    | Temporadas | J   | GF   | GC  | Pts |
| ----------------------- | ---------- | --- | ---- | --- | --- |
| Tennis Borussia Berlin  | 17         | 434 | 1038 | 599 | 561 |
| BSV 1892 Berlin         | 17         | 421 | 833  | 678 | 483 |
| Spandauer SV            | 15         | 374 | 736  | 586 | 427 |
| Viktoria 89 Berlin      | 16         | 408 | 811  | 773 | 412 |
| Hertha de Berlín        | 13         | 345 | 760  | 570 | 404 |
| SC Tasmania 1900 Berlin | 11         | 299 | 565  | 406 | 359 |
| Wacker 04 Berlin        | 16         | 396 | 677  | 775 | 352 |
| Union 06 Berlin         | 11         | 283 | 533  | 529 | 295 |
| Alemannia 90 Berlin     | 11         | 252 | 508  | 465 | 265 |
| Blau-Weiß 90 Berlin     | 12         | 293 | 451  | 569 | 263 |
| BFC Südring             | 12         | 296 | 443  | 671 | 218 |
| Minerva 93 Berlin       | 9          | 208 | 349  | 408 | 200 |
| Hertha Zehlendorf       | 9          | 232 | 346  | 425 | 196 |
| BFC Nordstern 07        | 6          | 138 | 216  | 351 | 101 |
| Union Oberschöneweide * | 3          | 67  | 189  | 87  | 98  |
| VfB Pankow *            | 3          | 66  | 92   | 133 | 56  |
| Köpenicker SC *         | 3          | 66  | 114  | 140 | 53  |
| SC Staaken              | 2          | 44  | 80   | 148 | 33  |
| VfB Britz               | 2          | 48  | 61   | 114 | 30  |
| SV Lichtenberg 47 *     | 2          | 44  | 63   | 106 | 28  |
| SC Westend 01           | 2          | 52  | 65   | 126 | 28  |
| Kickers 1900 Berlin     | 2          | 49  | 47   | 131 | 24  |
| Rapide Wedding          | 2          | 55  | 60   | 148 | 21  |
| Norden-Nordwest Berlin  | 1          | 30  | 41   | 73  | 20  |
| SC Tegel                | 1          | 27  | 39   | 85  | 15  |
| SG Stadtmitte           | 1          | 22  | 34   | 61  | 13  |
| VfL Nord                | 2          | 48  | 47   | 167 | 13  |
| SSC Südwest             | 1          | 24  | 32   | 64  | 12  |

Fuente:
- Incluye resultados de los partidos de la fase final por el título nacional.
- * Equipos del este de Berlín.